# Flavije Viktor
Flavije Viktor bio je sin Magnusa Maksima. Otac ga je proglasio augustom 384., a tu titulu zadržao je do svoje smrti 388. Njegov otac bio je car uzurpator u Rimu. Pokušao je na svoju stranu pregovorima dobiti Valentinijana II. i Teodozija I. Kada su ti pregovori propali, on svog sina imenuje augustom, čime mu formalno osigurava prijestolje poslije svoje smrti. to također čine i spomenuta dva cara gore koje svoje sinove također krune titulom augusta. Valentinijan kreće u pohod na Italiju, a Maksim mu kreće u susret. On ostavlja svog sina u Trieru. Maksim uspjeva zaustaviti Valentinijana, ali ne i Teodozija koji šalje svog generala Arbogasta da ubije Flavija. Flavije Viktor je ubijen u Trieru u kolovozu 388.